# Lučenec
Lučenec (tyska Lizenz, ungerska Losonc, latin Lutetia) är en stad i regionen Banská Bystrica i södra Slovakien. Staden som har en yta av 47,791 km² har en befolkning, som uppgår till 27 977 invånare (2005).